# Maria Giacomina Nazari

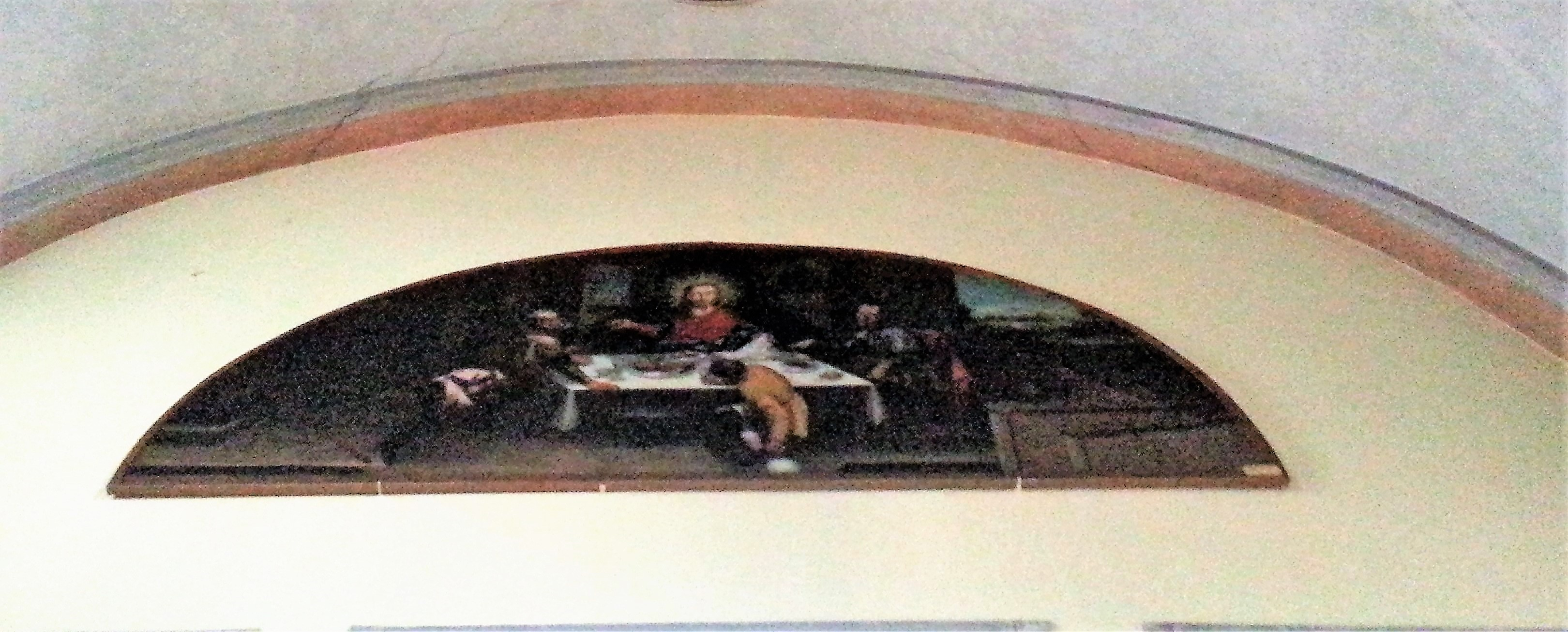
La cene d'Emmaus.

Maria Giacomina Nazari (née à Venise le 10 février 1724) est une femme peintre italienne du XVIIIe siècle se rattachant au baroque tardif (ou rococo), qui a été active à Venise comme portraitiste.

## Biographie
Maria Giacomina Nazari est la fille de Bartolomeo Nazari (1699-1758) et la sœur de Nazario Nazari (1724-ap. 1793) qui ont été, eux aussi, peintres.